# Ralf von Appen
Ralf von Appen (* 1975 in Göttingen) ist ein deutscher Musikwissenschaftler. Er lehrt seit 2019 als Professor für Theorie und Geschichte der Popularmusik an der Universität für Musik und darstellende Kunst Wien (mdw). Dort leitet er seit 2023 das Institut für Popularmusik (ipop).

## Leben und Wirken
Ralf von Appen studierte von 1995 bis 2001 Musikwissenschaft, Philosophie und Psychologie an der Justus-Liebig-Universität Gießen, u. a. bei Thomas Phleps, Peter Nitsche und Martin Seel. Als wissenschaftlicher Mitarbeiter war er zunächst von 2001 bis 2004 am Institut für Musikwissenschaft und Musikpädagogik der Universität Bremen tätig, anschließend von 2004 bis 2017 an der Universität Gießen. Dort wurde er mit der Arbeit Der Wert der Musik. Zur Ästhetik des Populären (transcript, 2007) promoviert.
Von 2017 bis 2019 vertrat er die Professur für Musikpädagogik an der Universität Gießen. Lehraufträge führten ihn zudem nach Oldenburg, Stuttgart, Krems und an die Universität Wien, wo er 2009/10 eine Gastprofessur innehatte.
Von 2008 bis 2020 war von Appen Vorsitzender der Gesellschaft für Popularmusikforschung (GFPM, zuvor ASPM). Seit 2018 ist er Mitherausgeber der jährlich erscheinenden Buchreihe Beiträge zur Popularmusikforschung, daneben hat er zahlreiche weitere Sammelbände herausgegeben.
In Forschung und Lehre beschäftigt sich von Appen insbesondere mit der Analyse, Ästhetik und Geschichte populärer Musik.

## Schriften (Auswahl)
- Der Wert der Musik. Zur Ästhetik des Populären. transcript Verlag, Bielefeld 2007. ISBN 978-3-8394-0734-9
- (Hrsg., mit André Doehring, Dietrich Helms, Allan F. Moore): Song Interpretation in 21st-Century Pop Music. Ashgate, Farnham/Burlington 2015. ISBN 9781315609881
- Populäre Musik. Geschichte - Kontexte - Forschungsperspektiven. Kompendien Musik Bd. 14, Laaber Verlag, Laaber 2014. ISBN 978-3-89007-734-5
- (Hrsg., mit André Doehring): Pop weiter denken. Neue Anstöße aus Jazz Studies, Philosophie, Musiktheorie und Geschichte. Beiträge zur Popularmusikforschung 44. transcript Verlag, Bielfeld 2018. ISBN 978-3-8376-4664-1
- (Hrsg., mit Mario Dunkel): (Des-)Orientierungen. Machtkritische Perspektiven auf populäre Musik. Beiträge zur Popularmusikforschung 45. transcript Verlag, Bielefeld 2019. ISBN 978-3-8376-5058-7
- (Hrsg., mit Thorsten Hindrichs): One Nation Under a Groove – „Nation“ als Kategorie populärer Musik. Beiträge zur Popularmusikforschung 46. transcript Verlag, Bielefeld 2020. ISBN 978-3-8376-5581-0
- (Hrsg., mit Peter Klose): „All the Things You Are“ – Die materielle Kultur populärer Musik. Beiträge zur Popularmusikforschung 47. transcript Verlag, Bielefeld 2023. ISBN 978-3-8376-7010-3
- (Hrsg., mit Sarah Chaker, Michael Huber, Sean Prieske): „Parallelgesellschaften“ in populärer Musik? Abgrenzungen – Annäherungen – Perspektiven. Beiträge zur Popularmusikforschung 48. transcript Verlag, Bielefeld 2024. ISBN 978-3-8376-7319-7